# The Roberta Williams Anthology
The Roberta Williams Anthology - The Evolution of Adventure Gaming in a Box ist eine Computerspielsammlung des amerikanischen Computerspiel-Publishers Sierra Entertainment, die einen großen Teil der zwischen 1980 und 1995 von Roberta Williams entworfenen Adventures enthält. Sie wurde 1996 für Windows und DOS veröffentlicht.

## Inhalt
Insgesamt sind auf der Kompilation 15 Spiele aus der gesamten damaligen Sierra-Historie enthalten, verteilt auf vier CD-ROMs. Alle Spiele wurden maßgeblich von Sierra-Mitgründerin Roberta Williams designt, die ebenso wie ihr Ehemann und Mitgründer Ken Williams in mitgelieferten Video-Interviews zu Wort kommt. Enthalten sind im Einzelnen:
Hi-Res Adventure:
- #01: Mystery House (1980)
- #02: The Wizard And The Princess (1980)
- #00: Mission Asteroid (1980)
- #05: Time Zone (1982)
- #06: The Dark Crystal (1982)

King’s Quest:
- King’s Quest I: Quest for the Crown (1984) hier sowohl in der ursprünglichen AGI-Fassung, als auch der aufgewerteten SCI-Neuauflage
- King’s Quest II: Romancing the Throne (1985)
- King’s Quest III: To Heir Is Human (1986)
- King’s Quest IV: The Perils of Rosella (1988)
- King’s Quest V: Absence Makes the Heart Go Yonder! (1990)
- King’s Quest VI: Heir Today, Gone Tomorrow (1992)
- King’s Quest VII: Die prinzlose Braut (1994)

Laura Bow:
- The Colonel’s Bequest (1989)
- Der Dolch des Amon Ra (1992)

Mixed-Up:
- Mixed-Up Mother Goose (1987)

Der Spieleumfang ist nahezu identisch zu der im Folgejahr 1997 veröffentlichten King’s Quest Collection, die sich lediglich in zwei Punkten unterschied: In der King’s Quest Collection fehlt The Dark Crystal, dafür ist Mixed-Up Mother Goose ist in der Deluxe-Version enthalten.
Ergänzend zu den 15 Spielen enthielt die Roberta Williams Anthology Videomaterial des zum Veröffentlichungszeitpunkt noch in Entwicklung befindlichen King’s Quest 8: Maske der Ewigkeit und als Demo das erste Kapitel des im Vorjahr veröffentlichten Horroradventures Phantasmagoria. Die fünf Spiele der Reihe Hi-Res Adventure sind Textadventures, die ursprünglich für den Apple II programmiert und daher mit einem Emulator ausgeliefert wurden, um sie auf damals aktuellen Windows-PCs lauffähig zu machen. Das Handbuch enthält einen ausführlichen Einleitungstext von Ken Williams sowie kurze Anmerkungen von Roberta Williams zu allen enthaltenen Spielen. Der empfohlene Verkaufspreis lag 1997 zwischen 70 und 90 D-Mark.

## Rezeption

### Kritiken
Die Sammlung erhielt unter anderem für ihren dokumentarischen Charakter positive Bewertungen.

„Für knappe hundert Mark schmeißt die Regentin ein Fest für alle Anhänger der Sierra-Monarchie. Doch nicht nur die Königstreuen dürften Spaß an der kompletten Sammlung der Adelsstories haben. Hier wird auch ein Stück Computerspielhistorie erzählt.“

“That’s what the collection is about, after all. It’s a tribute to her achievements, her contributions to the adventure game genre. Not all the games are good, but every author – in whatever medium – produces a clunker now and then. What matters is the overall quality of the output, and the amount of maturation over time. Roberta Williams has certainly excelled at both of those. So yes, the Roberta Williams Anthology is worth picking up, for a look at the bygone days when all this was still new, if you missed some of the earlier King’s Quest or Laura Bow games, or if you'd just like to follow the development of an expert game designer over the years.”

„Das ist es, worum es letztlich bei dieser Sammlung geht. Es ist eine Hommage an ihre [Roberta Williams’] Errungenschaften, ihre Beiträge zum Adventure-Genre. Nicht alle Spiele sind gut, aber jeder Autor – egal in welchem Medium – produziert hin und wieder einen Reinfall. Was zählt, ist die Gesamtqualität des Outputs und das Maß an Reife im Laufe der Zeit. Roberta Williams hat sich in beidem sicherlich hervorgetan. Also ja, die Roberta Williams Anthology ist den Kauf wert, um einen Blick auf die vergangenen Tage zu werfen, als all dies noch neu war, wenn man einige der früheren King’s-Quest- oder Laura-Bow-Spiele verpasst hat oder wenn man einfach nur die Entwicklung einer erfahrenen Spieledesignerin im Laufe der Jahre nachverfolgen möchten.“

Die Roberta Williams Anthology erschien nur in begrenzter Auflage auf dem Markt, weshalb sie recht schnell vergriffen war.

### Altersfreigaben
Diese Sammlung erhielt international unterschiedliche Alterseinschränkungen. In den USA bekam es von der ESRB T-Teen 13+ auf Grund von „Animated Violence“. Die europäische ELSPA genehmigte eine Freigabe ab 11 Jahren. In Deutschland bewertete die USK die Sammlung mit „Nicht geeignet unter 18 Jahren“. OFLC, die entsprechende Organisation in Australien, verweigerte eine Alterseinstufung der Sammlung, was ähnlich wie in Deutschland mit erheblichen Vertriebsbeschränkungen einherging. Die Organisation begründete die Nichteinstufung mit der Tatsache, dass die Sammlung das erste Kapitel des auch in Deutschland nur für Erwachsene verfügbaren Phantasmagoria enthielt.